# Little Britain (Pensilvania)
Little Britain es un lugar designado por el censo ubicado en el condado de Lancaster en el estado estadounidense de Pensilvania. En el Censo de 2010 tenía una población de 372 habitantes y una densidad poblacional de 160,52 personas por km².

## Geografía
Little Britain se encuentra ubicado en las coordenadas 39°46′35″N 76°6′37″O / 39.77639, -76.11028. Según la Oficina del Censo de los Estados Unidos, Little Britain tiene una superficie total de 3.73 km², de la cual 3.73 km² corresponden a tierra firme y (0%) 0 km² es agua.

## Demografía
Según el censo de 2010, había 372 personas residiendo en Little Britain. La densidad de población era de 160,52 hab./km². De los 372 habitantes, Little Britain estaba compuesto por el 96.51% blancos, el 1.08% eran afroamericanos, el 0% eran amerindios, el 0.54% eran asiáticos, el 0% eran isleños del Pacífico, el 0.81% eran de otras razas y el 1.08% pertenecían a dos o más razas. Del total de la población el 1.08% eran hispanos o latinos de cualquier raza.